# 548

## Události
- velký vpád Slovanů přes Dunaj do Ilýrie

## Úmrtí
- Theodora I.

## Hlavy států
- Papež – Vigilius (537–555)
- Byzantská říše – Justinián I. (527–565)
- Franská říše
  - Soissons – Chlothar I. (511–561)
  - Paříž – Childebert I. (511–558)
  - Remeš – Theudebert I. (534–548) » Theobald (548–555)
- Anglie
  - Wessex – Cynric (534–560)
  - Essex – Aescwine (527–587)
- Perská říše – Husrav I. (531–579)
- Ostrogóti – Totila (541–552)
- Vizigóti – Theudes (531–548) » Theudigisel (548–549)
- Gepidové – Thorismund